# Enveloppe supérieure
En mathématiques, l'enveloppe supérieure d'une famille de fonctions définies sur un même ensemble E et à valeurs dans ℝ est la fonction sur E dont la valeur en tout point x de E est la borne supérieure des valeurs en x de ces fonctions.

## Définition
L'enveloppe supérieure d'une famille {\displaystyle (f_{i})_{i\in I}} d'applications d'un ensemble {\displaystyle E} dans la droite réelle achevée {\displaystyle {\overline {\mathbb {R} }}} est l'application
La notation {\displaystyle \sup _{i\in I}f_{i}} est justifiée par le fait que l'enveloppe supérieure de la famille {\displaystyle (f_{i})_{i\in I}} n'est autre que sa borne supérieure, dans le treillis complet {\displaystyle {\overline {\mathbb {R} }}^{E}} des applications de {\displaystyle E} dans {\displaystyle {\overline {\mathbb {R} }}}.
On définit de même l'enveloppe inférieure avec {\displaystyle \inf }.

## Propriétés
- Avec les notations précédentes, l'épigraphe[4] de l'enveloppe supérieure de la famille {\displaystyle (f_{i})_{i\in I}} est l'intersection des épigraphes des {\displaystyle f_{i}} :{\displaystyle \operatorname {epi} \left(\sup _{i\in I}f_{i}\right)=\bigcap _{i\in I}{\operatorname {epi} {f_{i}}}}.On en déduit que :
  - {\displaystyle \sup _{i\in I}f_{i}} est convexe si {\displaystyle E} est un ℝ-espace vectoriel et si les {\displaystyle f_{i}} sont convexes ;
  - {\displaystyle \sup _{i\in I}f_{i}} est « fermée » (c'est-à-dire semi-continue inférieurement) si {\displaystyle E} est un espace topologique et si les {\displaystyle f_{i}} sont fermées.
- Soit {\displaystyle E} un espace localement convexe séparé. Une fonction de {\displaystyle E} dans {\displaystyle \mathbb {R} \cup \{+\infty \}} est convexe et fermée (si et) seulement si elle est l'enveloppe supérieure de ses minorantes affines continues[5].